# NGC 5574
NGC 5574 (również PGC 51270 lub UGC 9181) – galaktyka soczewkowata (E/SB0), znajdująca się w gwiazdozbiorze Panny. Odkrył ją William Herschel 30 kwietnia 1786 roku.